# Koszanowo (województwo zachodniopomorskie)
Koszanowo (niem. Kussenow) – wieś w Polsce położona w województwie zachodniopomorskim, w powiecie świdwińskim, w gminie Brzeżno.